# Minihof-Liebau
Minihof-Liebau (węg. Liba, słoweń. Suhi Mlin) – gmina targowa w Austrii, w kraju związkowym Burgenland, w powiecie Jennersdorf. Liczy 1,09 tys. mieszkańców (1 stycznia 2014).